# Talapoptera confluens
Talapoptera confluens là một loài bướm đêm trong họ Noctuidae.